# Natalia Karimova
Pour les articles homonymes, voir Karimova.
Natalia Karimova (parfois Natalie Karimova) est une cycliste russe spécialiste de la piste, née le 28 février 1974 à Rostov-sur-le-Don. Elle a notamment été championne du monde de course aux points en 1997.

## Palmarès sur piste

### Jeux olympiques
- Atlanta 1996
  - 10e de la poursuite individuelle
- Sydney 2000
  - 9e de la poursuite individuelle

### Championnats du monde
- Perth 1997
  -  Championne du monde de course aux points
  -  Médaillée d'argent de la poursuite

### Coupe du monde
- 1995
  - 2e de la poursuite à Quito
- 1997
  - 2e de la course aux points à Fiorenzuola
  - 2e de la course aux points à Quartu Sant'Elena
- 1998
  - 1re de la course aux points à Hyères
  - 2e de la poursuite à Berlin
- 1999
  - 3e de la course aux points à San Francisco
  - 3e de la course aux points à Cali

### Championnats d'Europe
- Büttgen 2002
  -  Médaillée de bronze de l'omnium

### Championnats nationaux
- 1998
  -  Championne de Russie de poursuite

## Palmarès sur route
- 1994
  - 2e du Tour de Majorque